# Comté de Delaware (Iowa)
Pour les articles homonymes, voir Comté de Delaware.
Le comté de Delaware est un comté de l'État de l'Iowa, aux États-Unis.